# ستيف لومباردي
ستيف لومباردي (بالإنجليزية: Steve Lombardi)‏ هو مصارع محترف أمريكي، ولد في 18 أبريل 1961 في بروكلين في الولايات المتحدة.

## وصلات خارجية
- ستيف لومباردي على موقع دبليو دبليو إي (الإنجليزية)
- ستيف لومباردي على موقع CageMatch worker (الإنجليزية)
- ستيف لومباردي على موقع قاعدة بيانات المصارعة على الإنترنت (الإنجليزية)
- ستيف لومباردي على موقع عالم المصارعة على الإنترنت (الإنجليزية)
- ستيف لومباردي على موقع عالم المصارعة على الإنترنت (الإنجليزية)

- ستيف لومباردي على موقع IMDb (الإنجليزية)
- ستيف لومباردي على موقع قاعدة بيانات الفيلم (الإنجليزية)